# Dagmarsgade
Dagmarsgade er en gade på Ydre Nørrebro i Mimersgadekvarteret. Dagmarsgade løber parallelt med Mimersgade og Nørrebrogade mellem Baldersgade og Thorsgade.
Gaden er opkaldt efter Dronning Dagmar (1185-1212), der var bøhmisk prinsesse og blev gift med Valdemar 2. Sejr 1205. Navnemæssigt set danner Dagmarsgade, Gormsgade, Thyrasgade og måske Haraldsgade en lille særgruppe midt i det mytologiske kvarter, da disse fire gader har hentet deres navne specifikt fra den tidlige danske kongeslægt.

## Bygninger
I dag er der næsten udelukkende beboelse i Dagmarsgade, en ret uens samling af nye og gamle etagebygninger i 4 og 5 etager. På hjørnet af Dagmarsgade og Ægirsgade ligger det gamle værtshus, Café Ægir. Bygningerne er fra meget uens perioder. Hjørneejendommene er de ældste. På hjørnet af Allersgade og Dagmarsgade ligger en smuk gammel bolig, kaldet Allersborg. Hvor Rådmandsgade og Dagmarsgade mødes, er husene trukket lidt tilbage og har gjort plads til en lille minipark med træer, bænke og gyngestativer, som giver et fint arkitektonisk afbræk i gadeforløbet.
I Dagmarsgade 4-10 ligger A/B Dagmarsgade 4-10 som består af hovedbygningen i nr. 4-8 og baghuset i nr. 10. Hovedbygningen blev opført i 1903.
I Dagmarsgade 17-19 ligger Ejerforeningen Kongsgården, stiftet i 1999. Den 5-etagers boligejendom med svalegange er opført i 1974, og hoveddørene – med hver sin farve for hver etage – er et tidstypisk eksempel på 1970'ernes boligarkitektur.
I Dagmarsgade 24-26 ligger Ejerforeningen Top House. Denne bygning er også opført i 1974.
I Dagmarsgade 3A er der en gennemgang, som kaldes Thors Passage. Den er rigt udsmykket i sten med søjler, væddere og sure ansigter. Øverst står der "Thors Passage – Grundlagt 1903". Passagen er desværre privat og lukket i dag.
Bemærk de smukke, store afrundede vinduer på Dagmarsgade 4.
Dagmarsgade standser formelt ved Thorsgade, hvor gennemkørsel ikke er mulig, men reelt fortsætter gadeforløbet helt ned til Jagtvej. Stykket af vejforløbet efter Thorsgade hedder Jagtvej, hvor der bl.a. ligger en Frelsens Hær.
I den anden ende møder Dagmarsgade Baldersgade. Her ligger det besatte hus Bumzen (se Baldersgade). Der er træer, graffiti, glasskår og farverige huse. I det hele taget er Dagmarsgade en meget forskelligartet gade.

## Dagmarsgades historie
Nr. 18 var fra 1899-1981 Arbejdernes Fællesbageri. En markant silo med reklamerne for ”Rutana” og ”Vitana” prægede gadebilledet fra 1950'erne og helt indtil fabrikken blev revet ned i 1980'erne.
Følgende personer var opført i telefonbogen i 1908 i Dagmarsgade:
Murermester Mortensen, cigarhandler Sophus Olsen, værthusholder Johansen, malermester Thorsen, tømrermester Hansen, husejeraktieselskabet, restauratør Møller, slagtermester Jensen, kunstdrejer Andersen, forhenværende brændevinsbrænder Wonsild, detailhandler Grønning, smedemester Nielsen, murermester Høst, fabrikant Feddersen, detailhandler Holm, ”PM Petersen Trikotageforretning”, kelner Christiansen, vognmand Christensen, barber Jørgensen, forvalter Andersen (på Arbejdernes Fællesbageri lige om hjørnet), cigarhandler Andersen.
I 1958 i nr. 10 boede der slagter Larsen, skomagermester Svann, bogbindermester Christensen, vognmand Warburg (han bor der stadig i 1988), bryggeriarbejder Nielsen, tjener Ottesen.
I baghuset til nr. 10 havde Interpresse A/S Cliché Reproduktionsanstalt til huse, en underafdeling af tegneserieforlaget, der har udgivet bl.a. Basserne, Spiderman og Flip & Flop.